# Lacul Buda
Lacul Buda (monument al naturii) este o arie protejată de interes național ce corespunde categoriei a III-a IUCN (rezervație naturală de tip mixt), situată în județul Argeș, pe teritoriul administrativ al comunei Nucșoara.

## Descriere
Rezervația naturală declarată prin Legea Nr.5 din 6 martie 2000 se află în căldarea glaciară din dreapta traseului de creastă între vârfurile Arpașul Mare (2.468 m) și Arpașul Mic (2.460 m) din Munții Făgăraș, la o altitudine de 2.055 m, și are o suprafață de 0,40 hectare.
Aria naturală reprezintă un lac de origine glaciară de unde își are obârșia valea Buda, care împreună cu valea Caprei, formează râul Argeș.